# Amphipsyche proluta
Amphipsyche proluta är en nattsländeart som beskrevs av Mclachlan 1872. Amphipsyche proluta ingår i släktet Amphipsyche och familjen ryssjenattsländor. Inga underarter finns listade i Catalogue of Life.